# Ti amo campionato
Ti amo campionato è una canzone di Elio e le Storie Tese del 1998, pubblicata nell'album Peerla.

## Storia
La canzone, suonata e registrata per la prima volta dal vivo «con la complicità della Gialappa's» nel corso dell'ultima puntata dell'edizione 1997-1998 del programma televisivo Mai dire Gol, elenca in modo umoristico e satirico nonché palesemente soggettivo – ovvero unicamente dal punto di vista di un «interista sfegatato» qual è Elio, leader del gruppo – alcuni presunti errori arbitrali che avrebbero favorito la Juventus a scapito dell'Inter nella corsa Scudetto del campionato italiano di Serie A 1997-1998.
La base musicale è quella di una precedente canzone del 1987 dello stesso gruppo, Ti amo, che era già stata utilizzata per una canzone di denuncia sociale riguardo ai politici italiani, Sabbiature, suonata dal vivo a Roma al Concerto del Primo Maggio del 1991 (all'epoca censurata dalla Rai) e contenuta nello stesso album Peerla.
La canzone ha avuto nuova popolarità nell'estate 2006, dopo lo scoppio dello scandalo Calciopoli.